# Klukowicze-Kolonia
Klukowicze-Kolonia – kolonia (część wsi) Klukowicze w Polsce położona w województwie podlaskim, w powiecie siemiatyckim, w gminie Nurzec-Stacja.
Kolonia administracyjnie jest sołectwem Klukowicze Kolonia w gminie Nurzec Stacja.
W latach 1975–1998 miejscowość administracyjnie należała do województwa białostockiego.
Wierni kościoła rzymskokatolickiego należą do parafii Podwyższenia Krzyża Świętego w Tokarach.